# スナギンチャク
スナギンチャク（砂巾着, zoanthid、sandy creeplet）は、刺胞動物門花虫綱スナギンチャク目（学名Zoanthidea）に属する海産動物の総称である。

## 概説
体壁の組織中に砂粒などを埋め込む種が多いことからこの名でよばれる。スナギンチャク目とイソギンチャク目とは異なるグループであり、また、「スナイソギンチャク（砂磯巾着、学名 Dofleinia armata ）」は、イソギンチャク目ウメボシイソギンチャク科に属する種である。
生息環境は、褐虫藻を持つ種では熱帯・亜熱帯の浅海であるが、持たない種は南北両極地域の海や数千メートルの深海まで分布を拡大している。
短膜亜目に分類される種の中には、組織や粘液に海産動物としては最強の毒素パリトキシンを含むものがいる。

## 形態

典型的なスナギンチャク類の横断面。中央が胃で、体壁から胃に向けて隔膜が伸びている。

この群に特有の形態的特徴として、隔膜 (Mesentery) の配置が放射相称でなく左右相称であるということが挙げられる。これは他の刺胞動物ではほとんど見られないものである。
多くの種では、基質を覆う共肉から個虫が立ち上がる、という典型的な群体性ポリプの形態をとる。

## 分類
大きく2亜目に分けられるが、長膜亜目は側系統的である。シンカイスナギンチャク科はどちらの亜目にも属さない。種数はWoRMSによる。
- シンカイスナギンチャク科 Abyssoanthidae - 1属2種
  - シンカイスナギンチャク属 Abyssoanthus - 深海の冷水湧出帯で単独生活する。深度3,000メートルを超える海底でも発見されている。スナギンチャク類では最も初期に分岐したと考えられる[6]。

### 長膜亜目

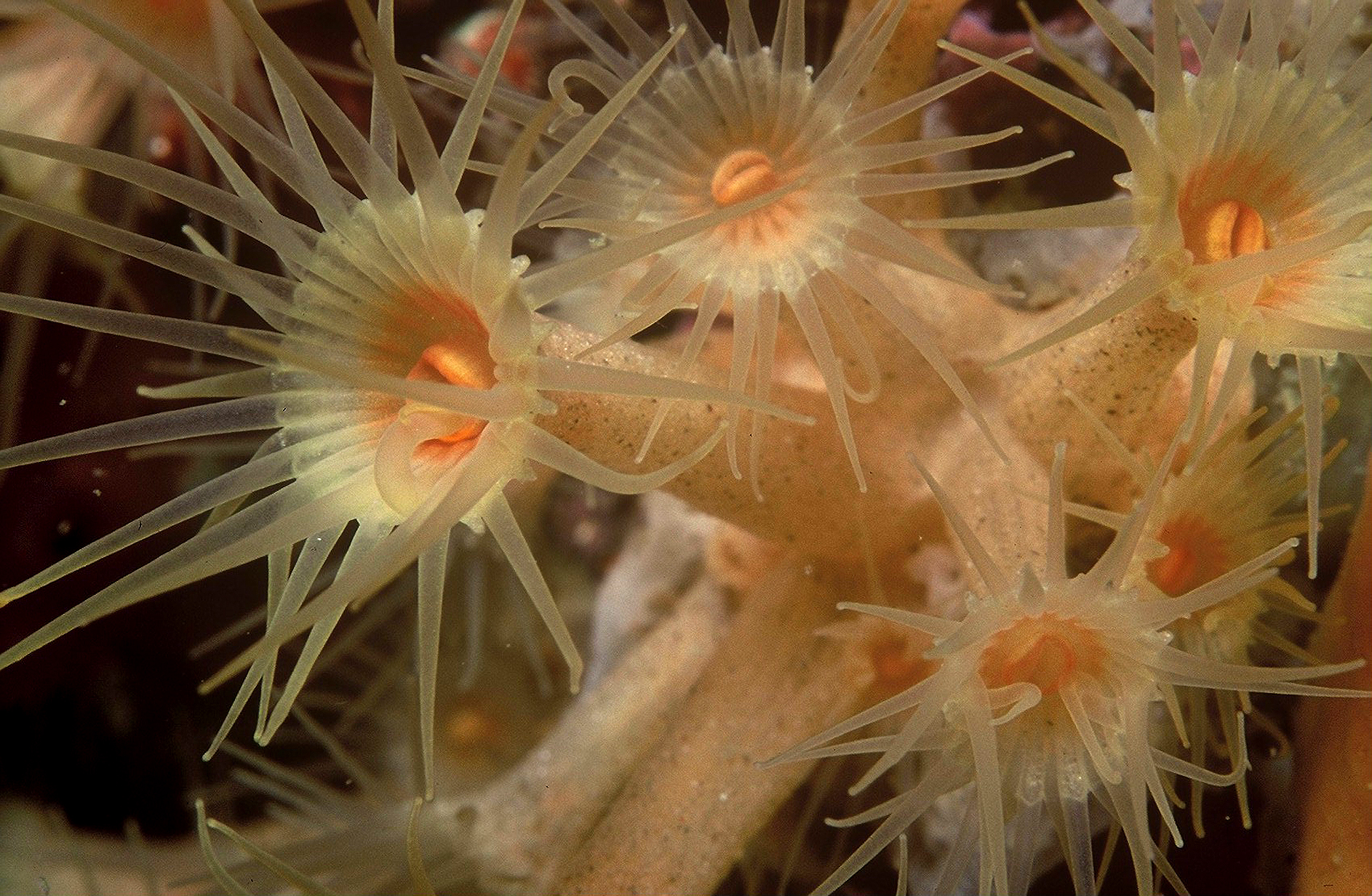
Parazoanthus axinellae の個虫。

長膜亜目 Macrocnemina は4科12属。礫底に生息する種もいるが、多くの種は無脊椎動物に共生・寄生する。
- ヤドリスナギンチャク科 Epizoanthidae
  - Epizoanthus Gray, 1867 - 85種。ヤドカリの殻の上に共生する種が多い[8]。
  - Paleozoanthus Carlgren, 1924 - 1種
  - Thoracactus Gravier, 1918 - 1種
- Hydrozoanthidae Sinniger, Reimer & Pawlowski, 2010
  - Hydrozoanthus Sinniger, Reimer & Pawlowski, 2010 - 3種
  - Terrazoanthus Reimer & Fujii, 2010 - 2種、礫底で見られる。
- Microzoanthidae Fujii & Reimer, 2011
  - ツブスナギンチャク属 Microzoanthus Fujii & Reimer, 2011 - 2種。個虫は非常に小型（直径1-3ミリメートル）で礫底に生息する[9]。
- センナリスナギンチャク科 Parazoanthidae
  - Antipathozoanthus Sinniger, Reimer & Pawlowski, 2010 - 2種。宿主は、熱帯域の浅海にあるツノサンゴ類 (Antipatharia) 。直径4-12ミリメートル程度[10]。
  - Corallizoanthus Reimer in Reimer Nonaka Sinniger & Iwase, 2008 - 1種。宿主はサンゴ科 Coralliidae[11]。
  - Isozoanthus Carlgren in Chun, 1903 - 17種。一部の種は長膜亜目としては例外的に、褐虫藻を持つ。
  - Mesozoanthus Sinniger & Haussermann, 2009 - 2種
  - Parazoanthus Haddon & Shackleton, 1891 - 10種。宿主は海綿やヒドロ虫[11]。
  - Savalia Nardo, 1844 - 2種。宿主はヤギ類[10]。

### 短膜亜目

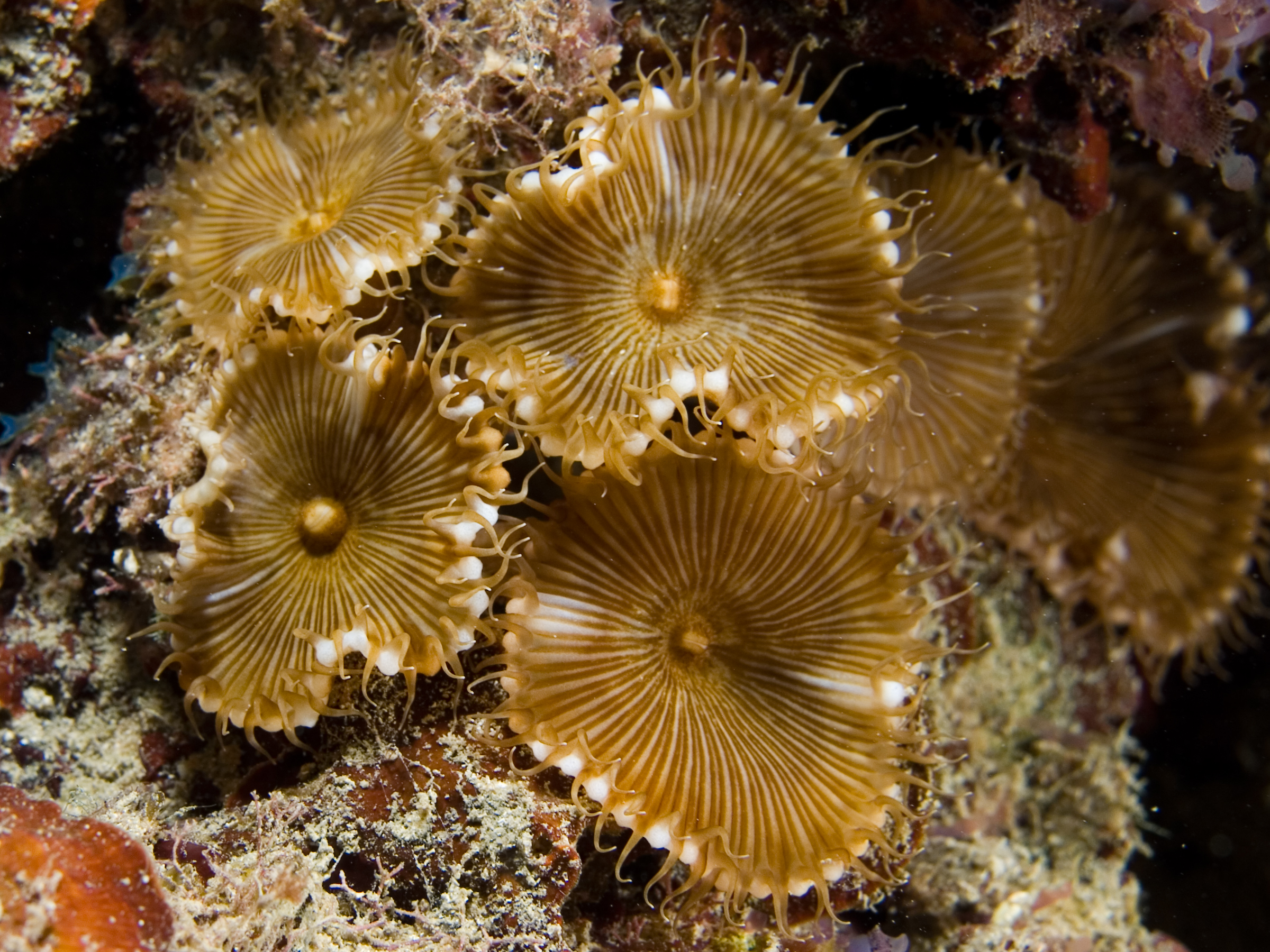
。パリトキシンを含む種の一つ。

短膜亜目 Brachycnemina は3科6属を含む。褐虫藻を持つため、熱帯の浅海域にのみ生息する。
- Neozoanthidae
  - Neozoanthus Herberts, 1972 - 1種、沖縄とグレートバリアリーフで発見されている。カワギンチャク属に近縁だと考えられている[12]。
- イワスナギンチャク科 Sphenopidae
  - イワスナギンチャク属 Palythoa - 92種。
  - Sphenopus - 3種。褐虫藻を持たない・基質に固着しない・単独生活するなど短膜亜目としては非常に特殊な生態を持つ[13]。
- スナギンチャク科 Zoanthidae
  - カワギンチャク属 IsaurusGray, 1828 - カワギンチャクなど3種。個虫が横倒しになっていることが特徴である[14]。
  - AcrozoanthusSaville-Kent, 1893 - 1種、系統的にはスナギンチャク属に含まれる。
  - スナギンチャク属 ZoanthusLamarck, 1801 - 22種